# Женщины Александра Македонского

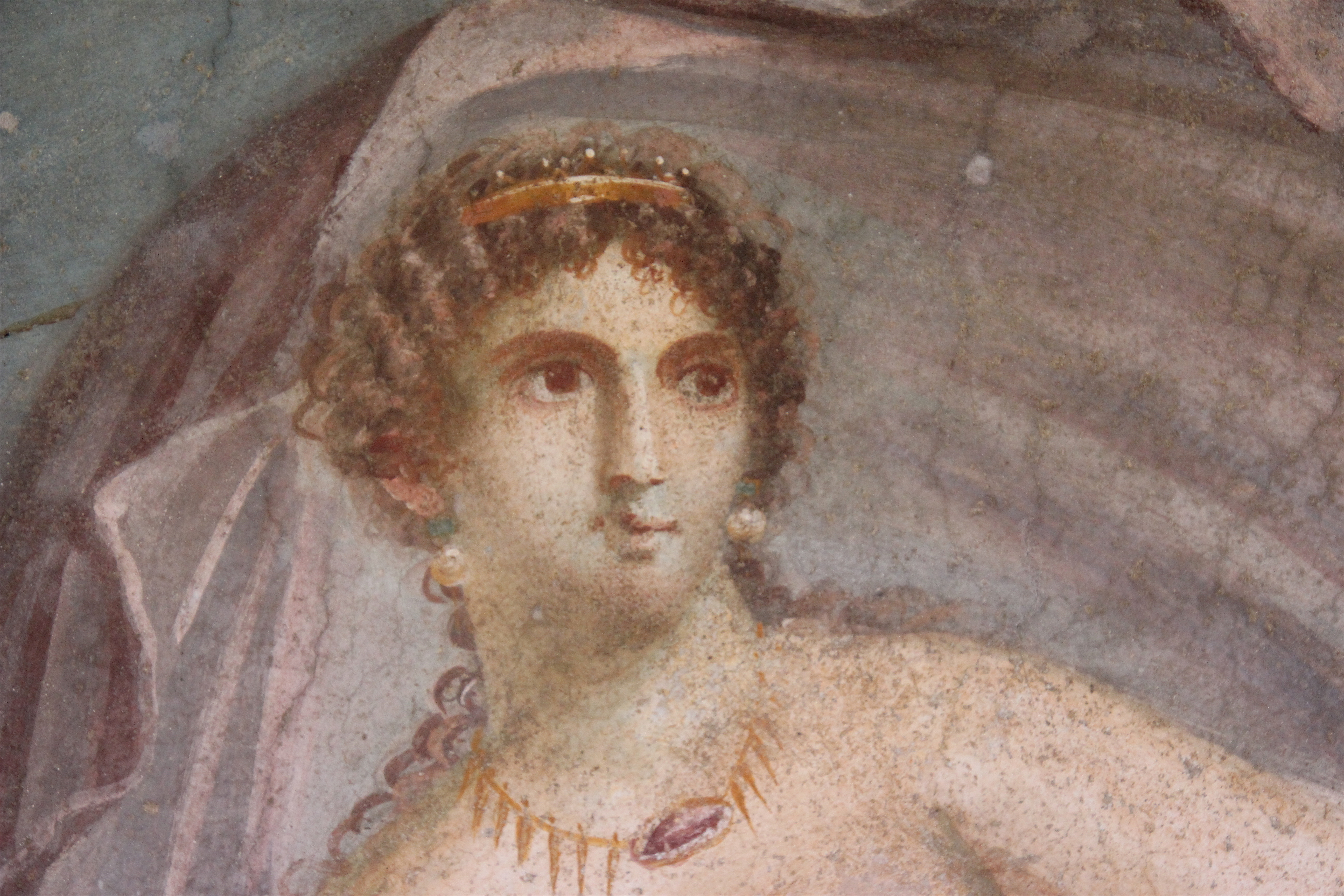
Кампаспа в образе Венеры, рождённой из моря. Фреска из Помпей, предположительно копия с картины Апеллеса

Женщины Александра Македонского — жёны, любовницы и вымышленные любовницы Александра Македонского, о которых оставили свидетельства античные авторы. (О бисексуальности Александра см. Гефестион и Багой).

## Куртизанки и наложницы
- Калликсена (лат. Callixeina) — фессалийская куртизанка, о которой оставил короткое свидетельство Феофраст, учившийся вместе с Александром у Аристотеля:

«Александр не был хорош для плотской связи с женщинами. Олимпиада и Филипп знали об этом, и в самом деле звали фессалийскую куртизанку Калликсену, очень красивую женщину, в постель к Александру. Так как опасались они, что станет он женственным мужчиной, и Олимпиада часто умоляла его вступить в половой контакт с Калликсеной».— 
Эти события должны иметь место в период наставничества Аристотеля, то есть до 18-летнего возраста Александра.
- Кампаспа (лат. Campaspe, Pancaspen, Pacate) — любимая содержанка Александра из фессалийского города Лариссы, которую Александр подарил влюблённому в неё художнику Апеллесу. Её имя стало символом творческого вдохновения. Плиний Старший упоминает, что Кампаспа была лишь одна из любовниц Александра, которых он, похоже, не особо ценил. Александру в этот период было 20—22 года. См. также средневековую легенду Аристотель и Кампаспа (Филлида).
- Таис — афинская гетера, путешествовала в свите царя. Неизвестно, являлась ли любовницей Александра, хотя тот любил бывать в её обществе.
- Барсина — персидская наложница Александра, взятая как трофей вместе со всем двором персидского царя Дария III после сражения при Иссе в 333 году до н. э. Родила Александру его первенца — сына Геракла. Через 12 лет после смерти Александра, в 309 году до н. э., была убита вместе с сыном диадохом Полиперхоном во время борьбы за власть.
- Гарем числом более 360 наложниц, по сообщению историков, якобы держался при царе из-за заимствованных персидских обычаев. Как пишет Диодор Сицилийский: «Каждую ночь они проходили перед кушеткой царя, так что он мог выбрать одну, с кем делил эту ночь»[2].

## Жёны
1. Роксана — бактрийская княжна, стала первой женой Александра в 327 году до н. э. Её возраст оценивают в 14—16 лет, Александру было 29 лет. По свидетельству источников Александр действительно влюбился в Роксану. В 323 году до н. э. она родила сына Александра спустя месяц после смерти мужа. Убита вместе с сыном диадохом Кассандром в 309 году до н. э.
2. Статира (также именуется Барсиной) — старшая дочь персидского царя Дария III от Статиры, стала 2-й женой Александра в 324 году до н. э. (см. Свадьба в Сузах). Это было сделано, видимо, из политических соображений великого завоевателя, которому исполнилось тогда 32 года. Её возраст на момент свадьбы оценивается в 21 год. Убита из ревности Роксаной в 323 году до н. э.
3. Парисатида — дочь персидского царя Артаксеркса III, ставшая 3-й женой Александра одновременно со Статирой в 324 году до н. э. Судьба неизвестна.

## Спекуляции

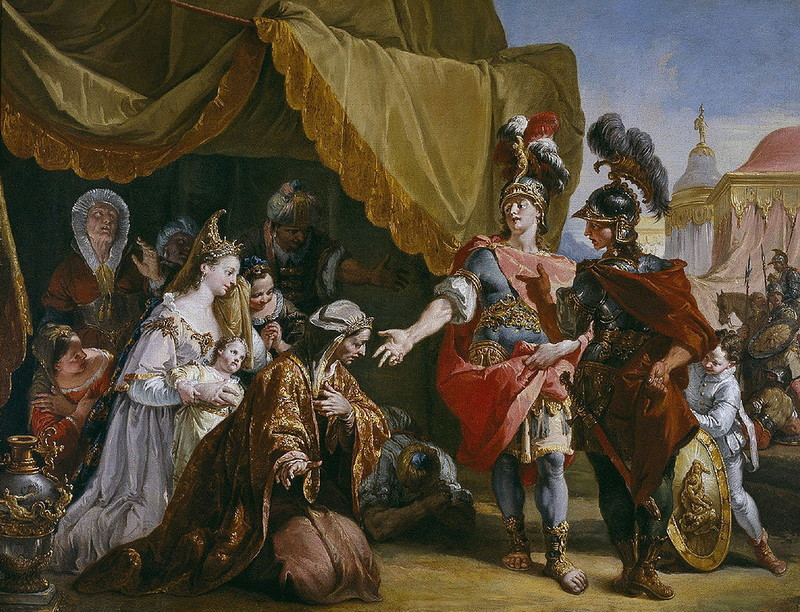
Семейство Дария перед Александром. Картина Франческо Фонтебассо, 1750

Статира — жена персидского царя Дария, оказавшаяся вместе со своей дочерью, тоже Статирой, в плену у Александра в ноябре 333 года до н. э.
Реальное историческое лицо, однако существуют спекуляции на тему, находилась ли она в связи с Александром. Все источники уверяют в почтительном отношении Александра к царской пленнице и подчёркивают, что он к ней даже не прикасался, да и виделся всего один раз, после пленения.
Спекуляции вызваны следующим фактом: по некоторым сообщениям, жена Дария умерла в родах (согласно Плутарху и Юстину) примерно в 331 году до н. э. Сомнительно, чтобы окружённая прислугой из евнухов она вступила в связь с кем-либо ещё, кроме как с Александром. Возможно, исторические источники относят смерть Статиры на более позднее время, чем было в реальности, или же скорее всего она скончалась по другой причине. Александр всегда ставил политический расчёт выше влечения к женщинам. К тому же по словам Арриана, наиболее достоверного источника, Александр вообще не виделся со Статирой, а посылал к царской семье своего телохранителя Леонната. У Статиры перед пленением уже было 3 детей, что ещё более снижает вероятность влечения к ней Александра. Но самое главное — сообщения Плутарха и Юстина, в которых содержится хронологическое указание на 331 год до н. э., посвящены бегству к Дарию из плена евнуха Тирея, который сообщил об этой смерти и одновременно уверил Дария в том, что Александр строго блюдёт его семейную честь, чем вызвал восхищение Дария перед Александром. Именно это событие Юстин чётко датирует временем перед битвой при Гавгамелах. Но бегство Тирея могло состояться через сколько угодно времени после смерти Статиры, тогда как общий смысл сообщения прямо и непосредственно противоречит выводу о связи Статиры с Александром. Далее невероятно, что, если бы скандальная связь Статиры в плену (с кем бы то ни было) действительно существовала, она бы не была замечена современниками и они бы в один голос писали о том, что честь жены Дария осталась непорушенной.

## Легендарные царицы
- Фалестрида (Thalestris) — царица амазонок. В 330 году до н. э. где-то в степях около Каспийского моря к Александру явилась воительница по имени Фалестрис с отрядом из 300 женщин. Курций так передаёт эту встречу:

«На вопрос, не желает ли она просить о чём-нибудь царя, она, не колеблясь, призналась, что хочет иметь от него детей, ибо она достойна того, чтобы наследники царя были её детьми: ребёнка женского пола она оставит у себя, мужского — отдаст отцу… Страсть женщины, более желавшей любви, чем царь, заставила его задержаться на несколько дней. В угоду ей было затрачено 13 дней.»— 
Диодор Сицилийский повторяет эту историю, с тем лишь различием, что у Курция амазонки были обнажены по пояс, а у Диодора покрыты доспехами. Плутарх сообщает статистику: 5 античных авторов упоминали историю с визитом амазонок, а 9 отрицали её. Арриан, как наиболее критичный автор, также не верит в эту историю. Один из древнегреческих литераторов, Онесикрит, читал царю Лисимаху, бывшему в молодости при Александре телохранителем, пассаж про амазонок. Царь улыбнулся и сказал: «И где же я был тогда?»
- Клеофида (Cleophis) — царица местного значения где-то в Индии. Курций упоминает про её переговоры с Александром по поводу почётной сдачи крепости Мазагам и намекает на большее[4], а Юстин охотно повествует прямым текстом:

«Она вернула свой трон от Александра, допустив его в свою постель. Спасла своими чарами то, что неспособна была сохранить своим мужеством. Сына, которого она имела от Александра, она назвала Александр, и тот после взошёл на трон индийцев. Царицу Клеофис, за утерянное целомудрие, индийцы называли с тех пор царственной шлюхой.»— 
Наиболее достоверный автор Арриан описывает упорную осаду и штурм Мазагама. Крепость была взята после гибели местного вождя, а его мать (царица Клеофида по Курцию) и дочь попали в плен. После падения крепости борьбу индийцев возглавил брат погибшего вождя, надо полагать, сын царицы Клеофиды.